# Fight Back to School
Série
Fight Back to School 2
(1992)
Pour plus de détails, voir Fiche technique et Distribution.
Fight Back to School (逃學威龍, Tao xue wei long) est une comédie d'action hongkongaise co-écrite et réalisée par Gordon Chan et sortie en 1991 à Hong Kong.
Avec 43 829 449 HK$ de recettes au box-office, c'est le plus grand succès de l'année 1991 à Hong Kong. Le film a deux suites : Fight Back to School 2 (1992) et Fight Back to School 3 (1993).

## Synopsis
Un flic infiltré, aussi débile qu'efficace, va devoir enquêter dans un lycée qui est soupçonnée d'abriter un trafic d'armes. Il va donc se faire passer pour un des élèves mais il ne sait pas encore qu'il va tomber dans une classe de turbulents élèves, ce qui va drôlement ralentir son enquête...

## Fiche technique
- Titre : Fight Back to School
- Titre original : Tao xue wei long (逃學威龍)
- Réalisation : Gordon Chan
- Scénario : Barry Wong et Gordon Chan
- Production : Wong Jing
- Musique : Jonathan Wong Bong
- Photographie : Cheng Siu-keung
- Montage : Chan Kei-hop
- Pays d'origine : Hong Kong
- Format : Couleurs - 1,85:1 - Stéréo - 35 mm
- Genre : Comédie d'action
- Durée : 98 minutes
- Date de sortie :
  - Hong Kong : 18 juillet 1991
  - Corée du Sud : 14 décembre 1991

## Distribution
- Stephen Chow : Star Chow
- Ng Man-tat : Tso Tat-Wah
- Dennis Chan : Cheng
- Sharla Cheung : Mlle Ho
- Roy Cheung : Frère Teddy
- Paul Chu : Lam
- Barry Wong : Commissaire de Police
- Gabriel Wong : Turtle Wong
- Yuen King-Tan : Mlle Leung

## Distinctions
- Nomination au prix du meilleur acteur (Stephen Chow), meilleur réalisateur, meilleur scénario et meilleur second rôle masculin (Ng Man-Tat), lors des Hong Kong Film Awards 1992.